# 컵 (1999년 영화)
《컵》(Phorpa, The Cup)은 오스트레일리아에서 제작된 키엔츠 노부 감독의 1999년 영화이다. 잠양 로드로 등이 주연으로 출연하였고 말콤 왓슨 등이 제작에 참여하였다.

## 출연

### 주연
- 잠양 로드로
- 오르그옌 토브기알
- 네텐 초클링

### 조연
- 라마 촌저
- 고두 라마
- 쿤상 니이마
- 페마 춘덥

## 기타
- 미술: 레이몬드 스타이너
- 배역: 모

## 한국판 성우진(MBC)
- 박태호 - 큰스님 (라마 촌저)
- 박조호 - 게코 스님 (오르그옌 토브기알)
- 엄현정 - 오기엔 (잠양 로드로)
- 최원형 - 로도 (네텐 초클링)
- 이종혁 - 안내자
- 채의진 - 니마 (페마 춘덥)
- 송준석 - 팔덴 (쿤상 니이마)
- 김용준
- 고성일
- 최한
- 표영재